# ماسكوا
ماسكوا أو موسكوفسكي ((بالروسية: Московский)‏ </link>؛ (بالطاجيكية: Маскав)‏ </link> مسكاف) موقع في طاجيكستان. هي العاصمة الإدارية لمقاطعة حمدوني في منطقة خاتلون.
غالبًا ما تحدد مصادر الإنترنت موسكوفسكي بـ جوبك، ولكن في الواقع هذه قرية أخرى في المنطقة، تقع على بعد حوالي 5 كيلومترات جنوب شرق موسكفا.